# Pokraina, Vidin
Pokraina (în bulgară Покрайна, în română Chirimbeg) este un sat în comuna Vidin, regiunea Vidin,  Bulgaria. Localitatea a fost locuită compact de românii din Timocul bulgăresc.

## Demografie
Componența etnică a satului Pokraina
     Bulgari (96,35%)
     Romi (1,86%)
     Nicio identificare (1,31%)
     Altele (0,46%)
La recensământul din 2011, populația satului Pokraina era de 1.288 locuitori. Din punct de vedere etnic, majoritatea locuitorilor (96,35%) erau bulgari, cu o minoritate de romi (1,86%). Pentru 1,31% din locuitori nu este cunoscută apartenența etnică.